# ネル (映画)
『ネル』（Nell）は、1994年のアメリカ映画。
マーク・ハンドリーの舞台『Idioglossia』を、ジョディ・フォスターが設立した映画製作会社が手掛けた作品。主演のフォスターは第67回アカデミー賞主演女優賞にノミネートされた。

## ストーリー
ノースカロライナ州の山奥。地元の開業医ジェリーは山に住む女性が死亡しているとの通報を受け、保安官と共に女性の山小屋へと駆けつける。彼らは山小屋で奇妙な言葉を話す若い女性を発見する。彼女は死亡した女性の娘のネルであり、社会と隔絶した山の中で言葉が不自由な母親に育てられ、自分だけの言語を使っていた。ネルの扱いについてジェリーは精神科医のポーラに助言を求めるが、ポーラはネルを研究材料として入院させようとする。その考えに反発したジェリーはポーラと対立し、法廷での争いにまで発展する。法廷の下した判断は「一人で暮らせる能力があるのなら入院は必要ない」というものだった。こうして医師二人はネルを観察することになる。

## キャスト
※括弧内は日本語吹替
- ネル・ケルティ - ジョディ・フォスター（戸田恵子）
- ジェローム・“ジェリー”・ロヴェル - リーアム・ニーソン（小川真司）
- ポーラ・オルセン - ナターシャ・リチャードソン（土井美加）
- アレクサンダー・“アル”・パリー - リチャード・リバティーニ（上田敏也）
- トッド・ピーターセン - ニック・サーシー（田中正彦）
- メアリー・ピーターセン - ロビン・マリンズ
- ビリー・フィッシャー - ジェレミー・デイビス
- ダン・フォンタナ - オニール・コンプトン
- マイク・イバラ - ショーン・ブリジャース

## DVD
日本では1999年4月21日にDVDが発売された（発売：日本ヘラルド、販売：ポニーキャニオン）。※現在は廃盤